# Spoorlijn Rønne - Sandvig
De spoorlijn Rønne - Sandvig, lokaal bekend als Allingebanen, was een lokaalspoorlijn tussen Rønne en Sandvig met een spoorbreedte van 1 meter van het eiland Bornholm in Denemarken.

## Geschiedenis

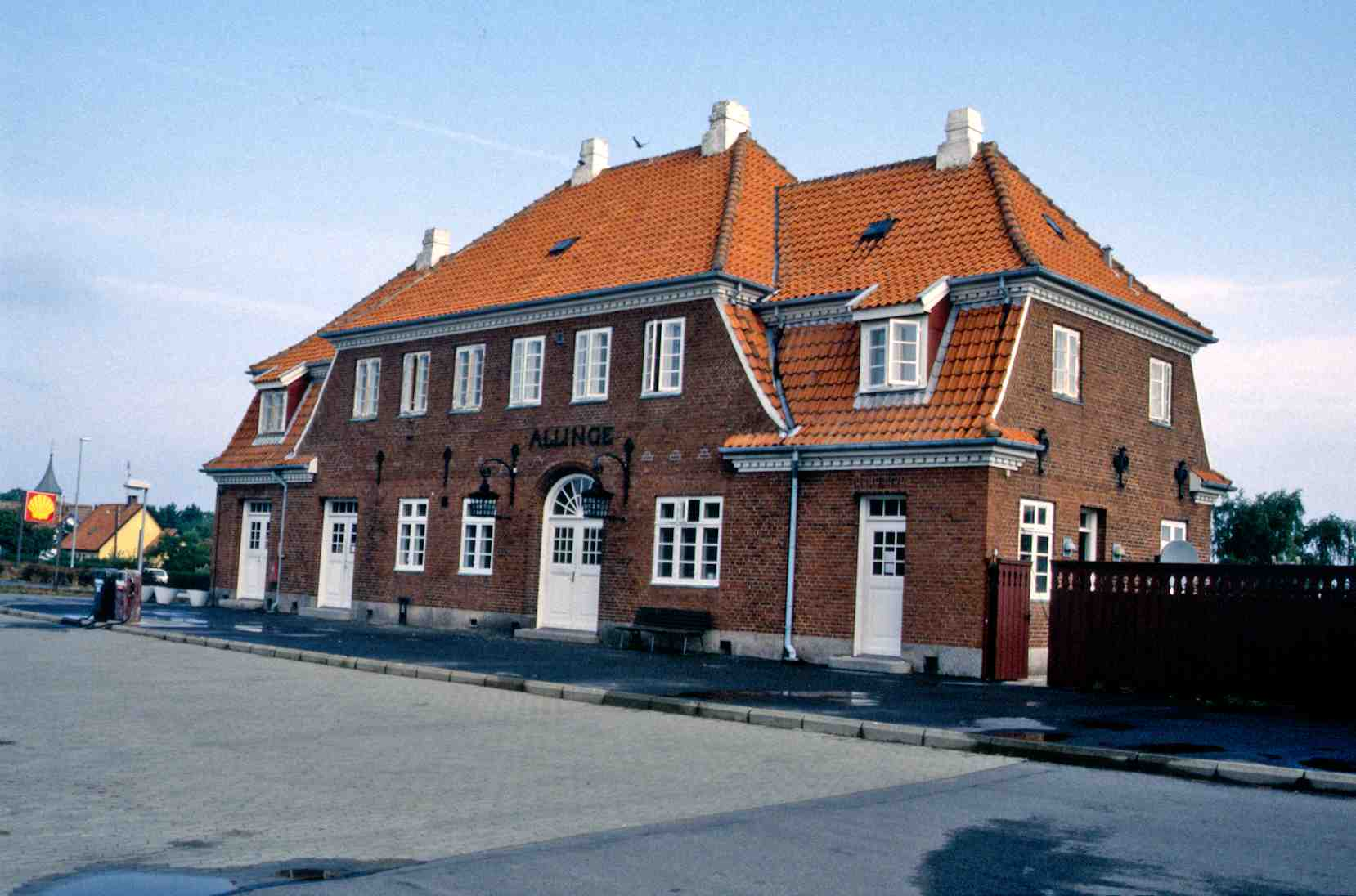
Station Allinge

Het succes van de spoorlijn Rønne - Nexø zette exploitatie-beheerder Fagerlund ertoe aan om een lijn aan te leggen naar het noordelijke deel van het eiland. De plannen betroffen onder andere verbindingen naar Klemensker, Rø, Tejn en via de kust naar Allinge en Sandvig. Sandvig is als dorp niet zo belangrijk, maar men wilde zo dicht mogelijk bij Hammershus komen en daarom werd de lijn tot Sandvig doorgetrokken. In het begin heette dat station ook Hammershus. De lijn werd opgenomen in de spoorwegenwet van 17 mei 1908.
De spoorlijn werd in gebruik genomen op 5 mei 1913 door de Rønne - Allinge Jernbane (RAJ) en de exploitatie begon met vier dagelijkse ritten in beide richtingen. De tekeningen van de stations kwamen van de hand van Ove Funch-Espersen.
Na het samenvoegen van de drie Bornholmse spoorwegbedrijven in 1934 ging de exploitatie over in de De Bornholmske Jernbaner.
De laatste officiële treinrit tussen Rønne en Sandvig vond plaats op 15 september 1953. Hierna werd de lijn gesloten en opgebroken.

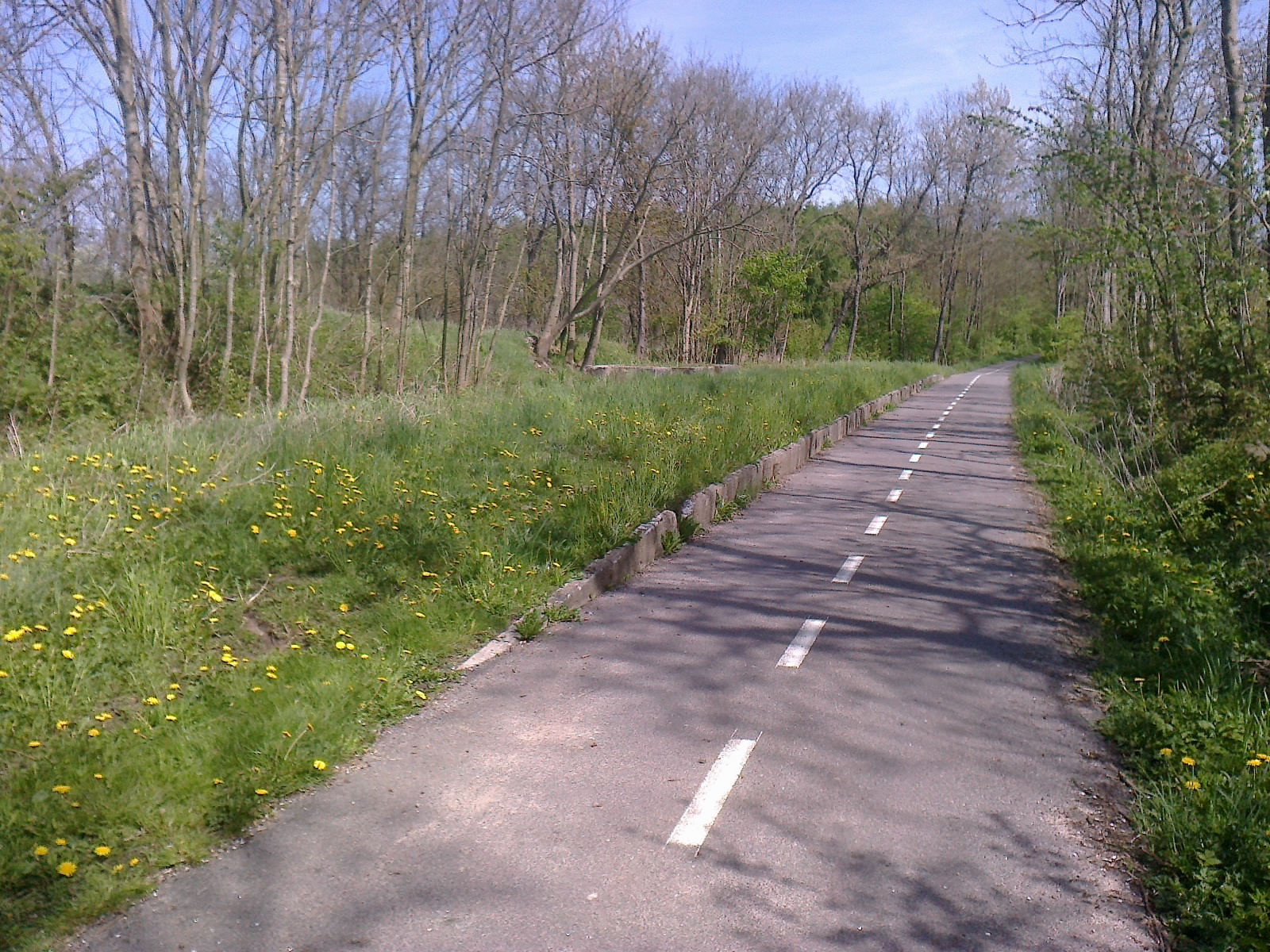
Blykobbe had een halte met aan een zijde een verhoging voor het instappen. Dit gedeelte is nu een fietspad.

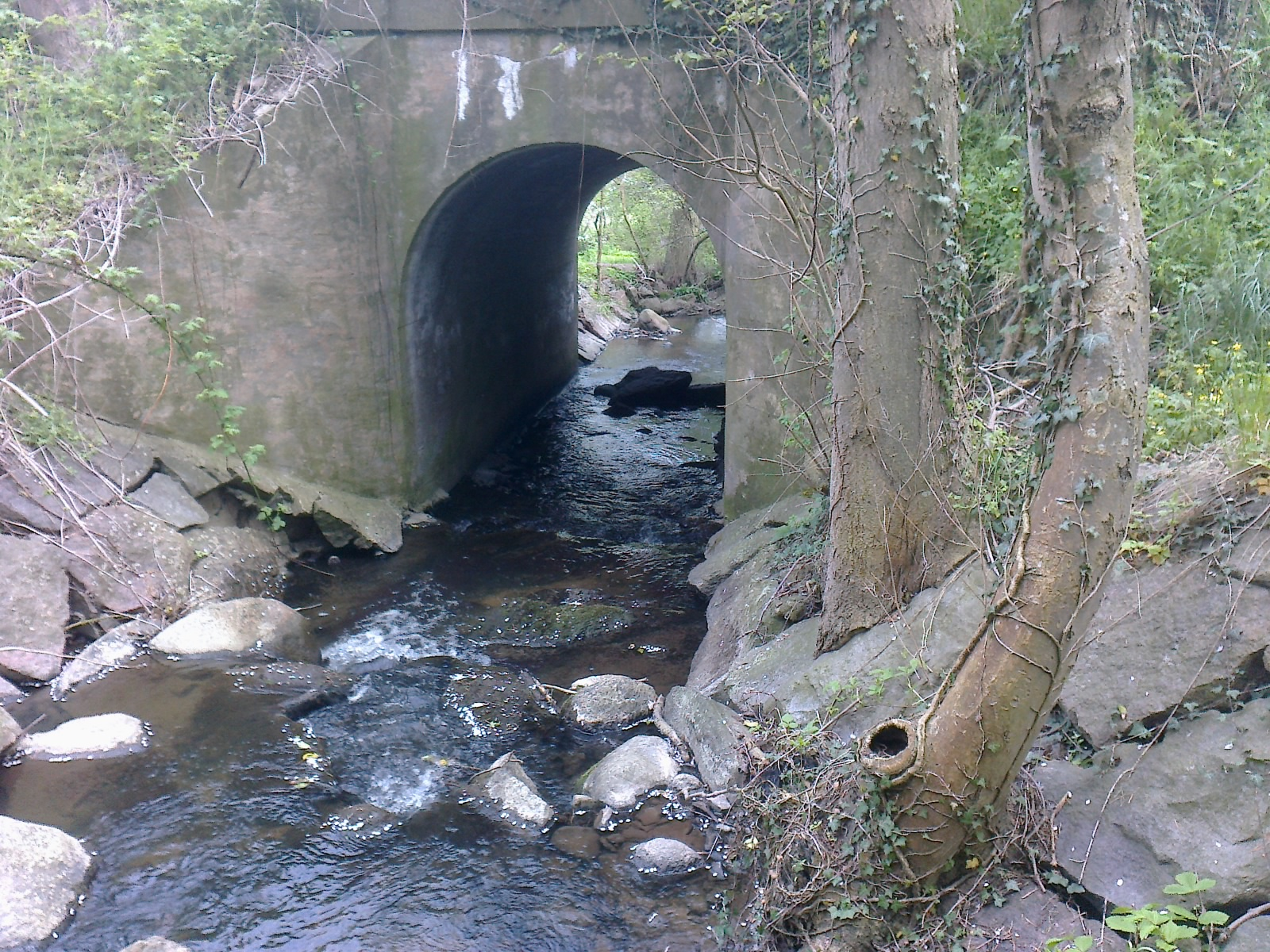
Spoorbrug over KampeløkkeÅ.

## Bestaande stationsgebouwen
De meeste stations werden ontworpen door de Bornholmse architecten Ove Funch-Espersen (OE) en Mathias Bidstrup (MB). Het station in Sandvig heette een korte tijd Hammershus hoewel dit oude kasteel 2,4 km verderop lag.
De stationsgebouwen zijn, op die van Rønne N na, bewaard gebleven.
Station Rønne H heeft na sluiting andere functies gehad, waaronder een toeristenbureau en een restaurant. Sinds 2016 is het een Hotel en restaurant, en worden er ook Elektrische fietsen verhuurd. Andere stations zijn woonhuizen geworden.

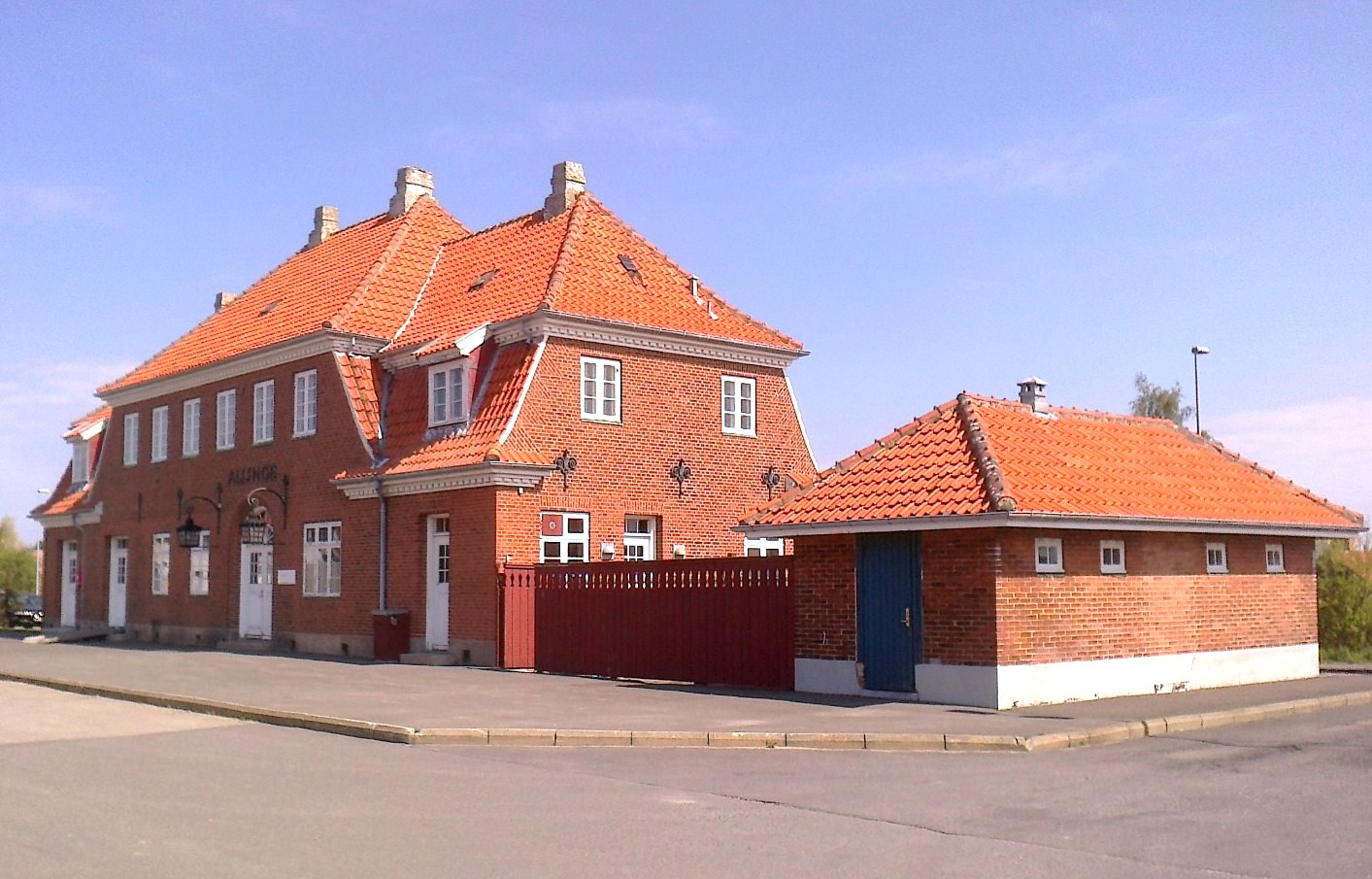
Allinge: Tejnvej 2 (OE)
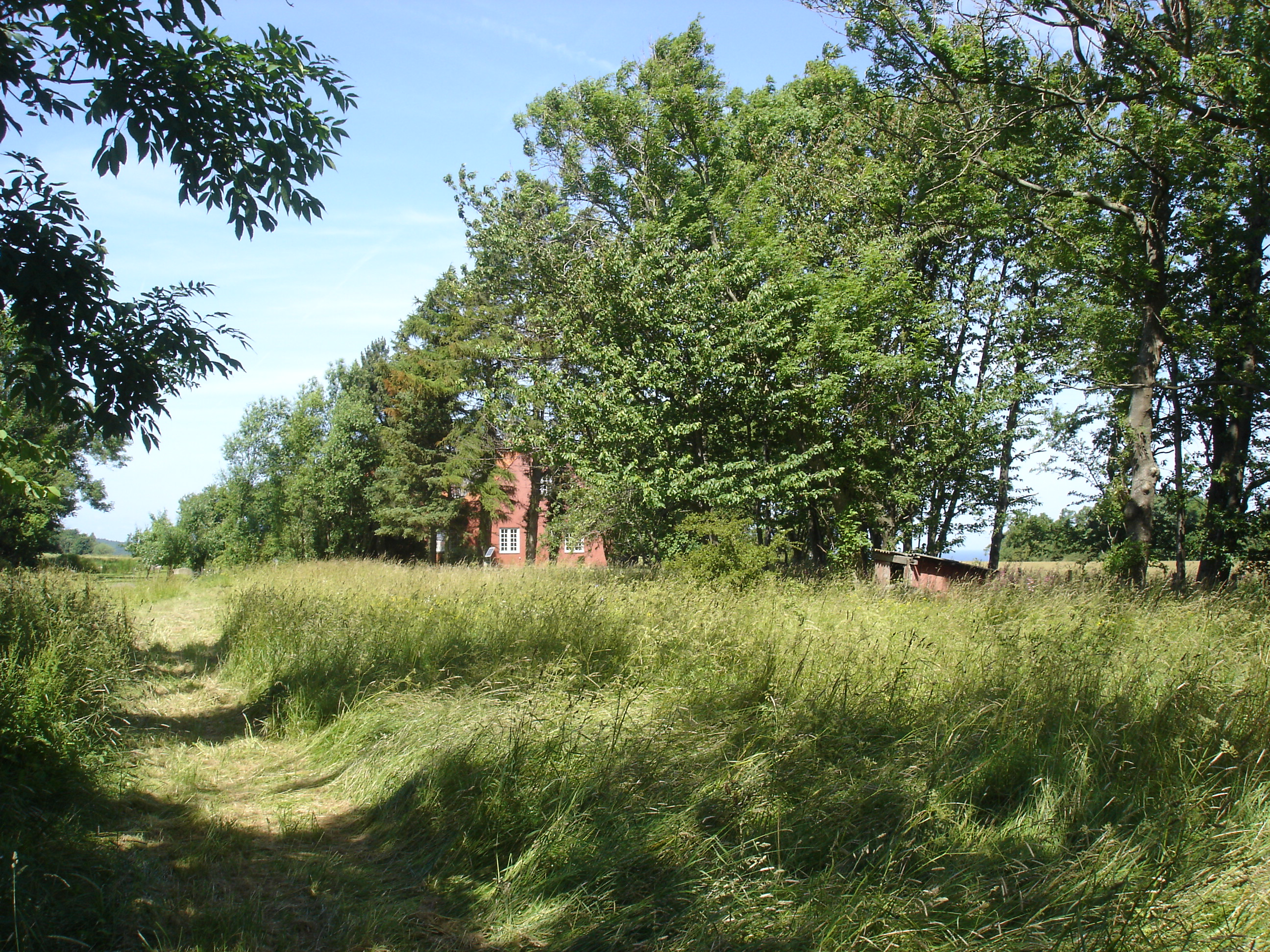
Humledal: Kåsevej 8 (OE)
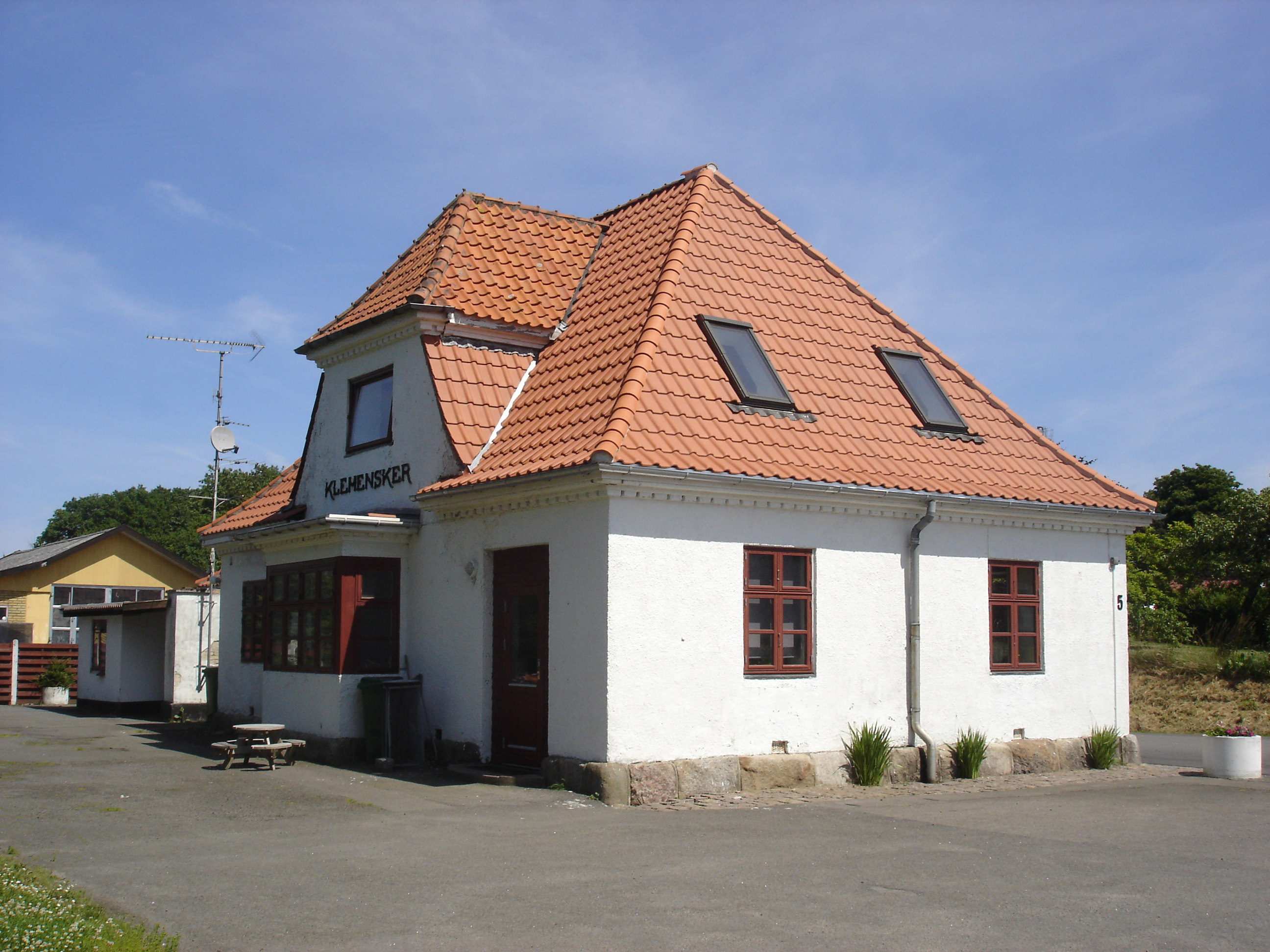
Klemensker: Jernbanevej 5 (OE)
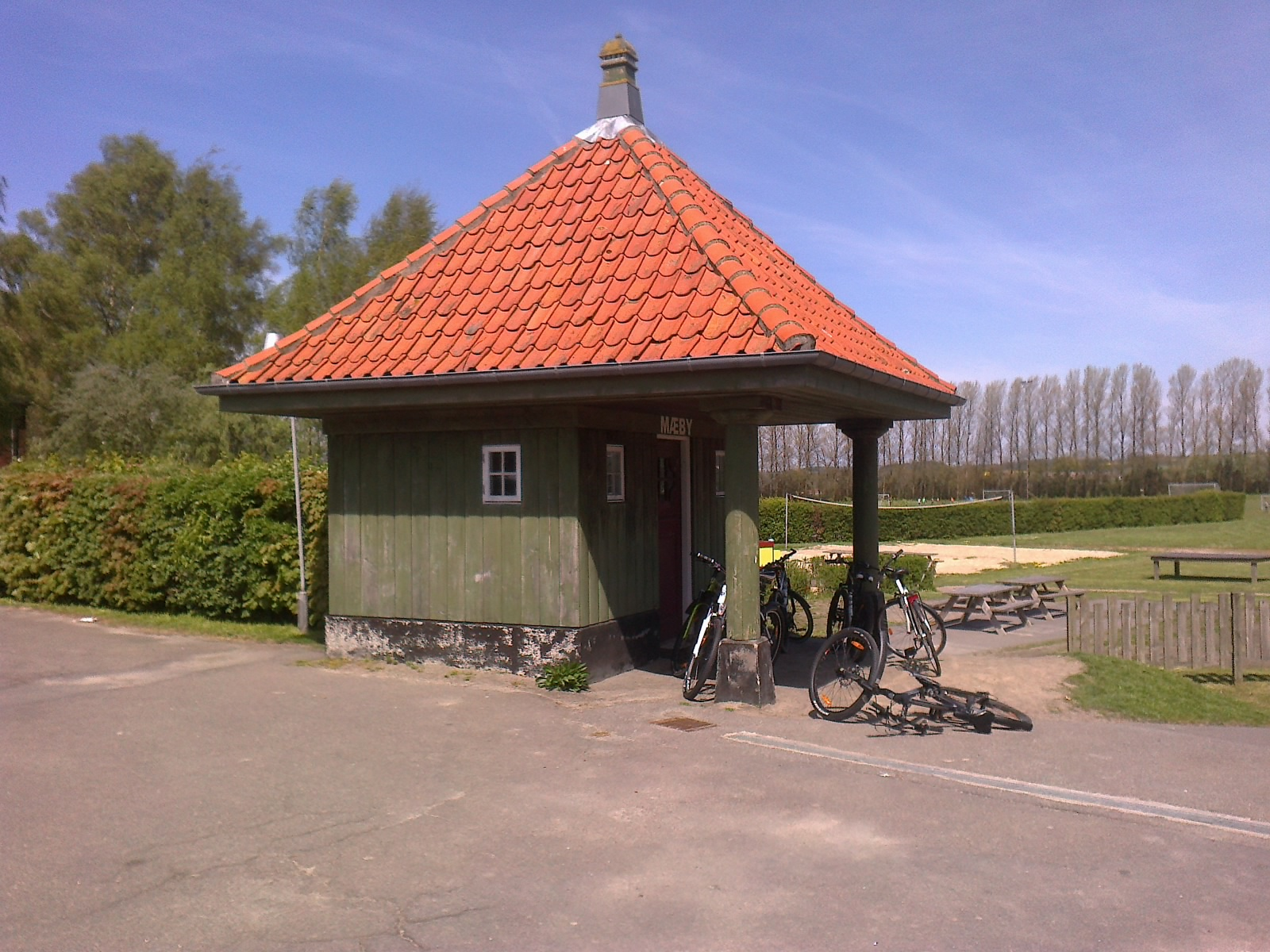
Mæby Trinbræt: Nyker Hovedgade 7B
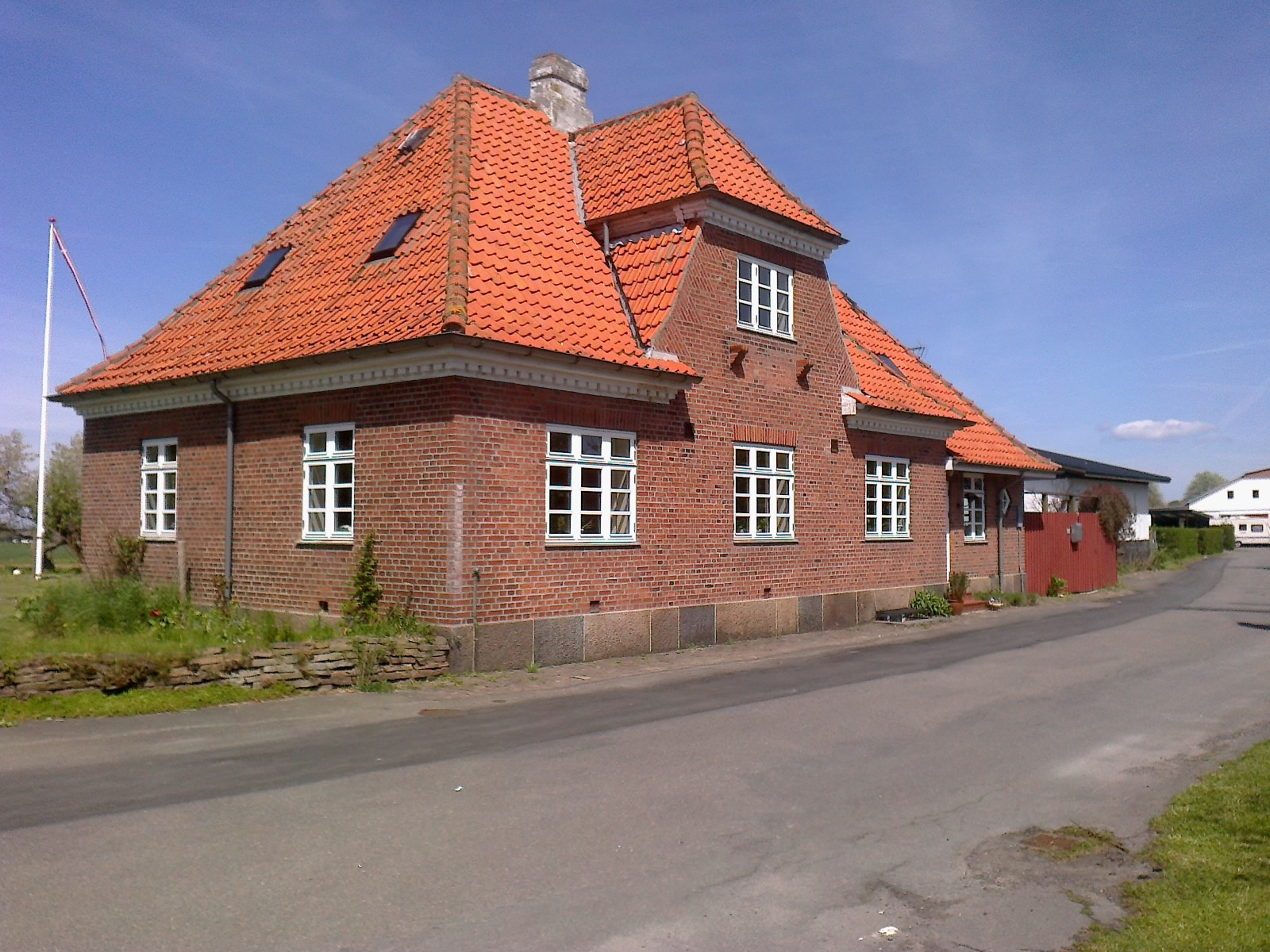
Nyker: Stationsvej 11 (OE)
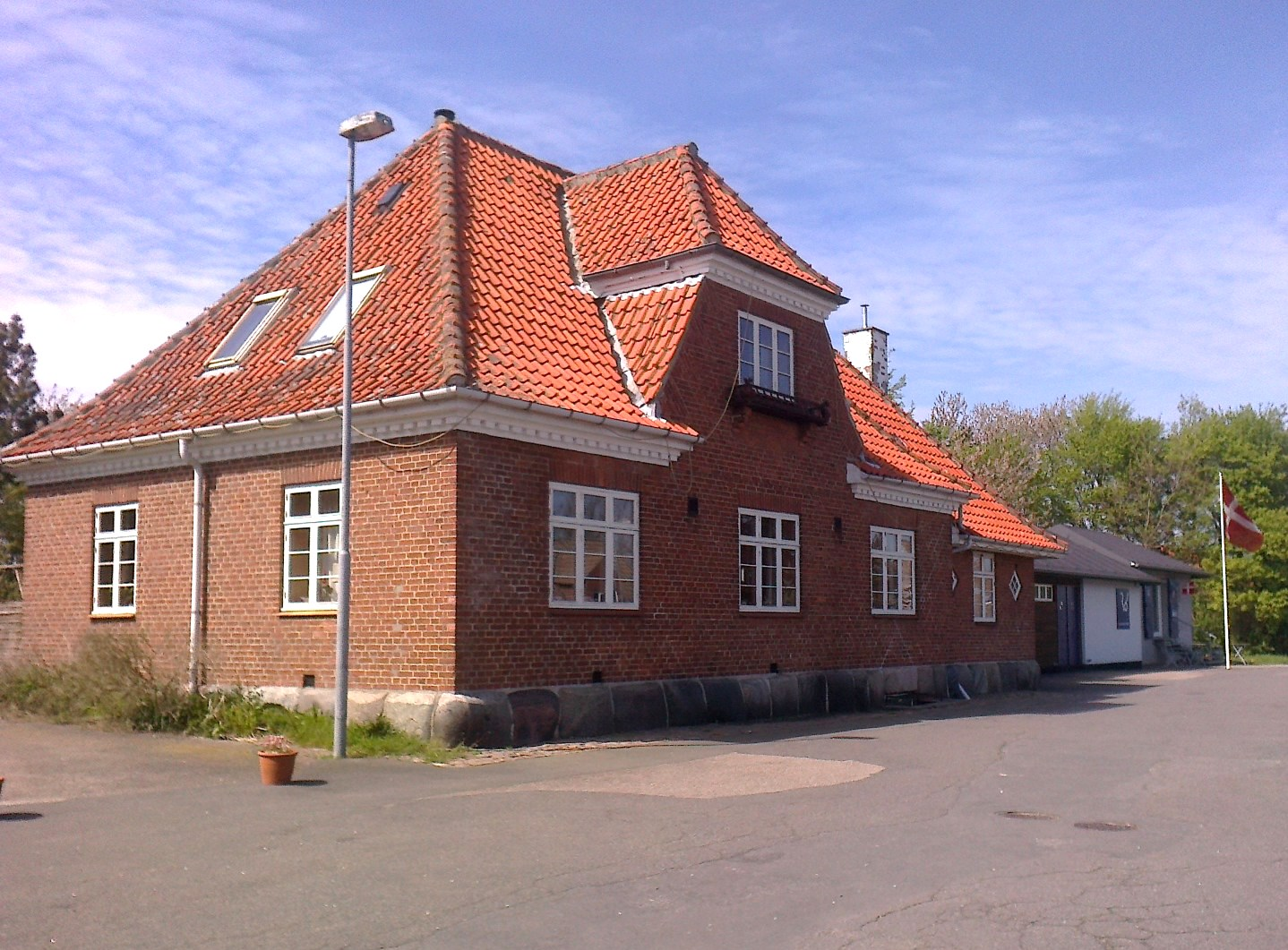
Rø: Rø Stationsvej 5 (OE)
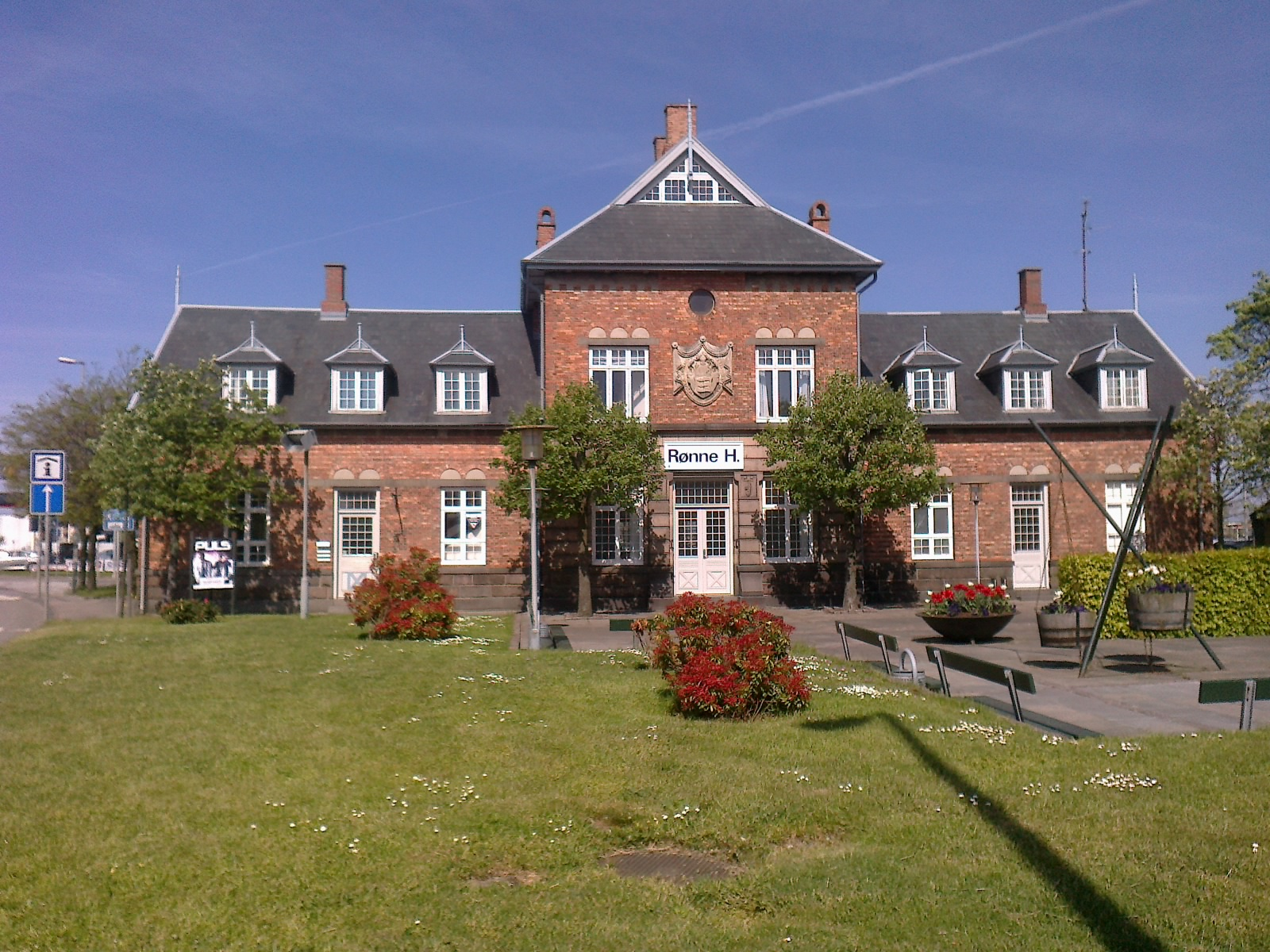
Rønne H: Munch Petersens Vej 3 (Hotel/restaurant) (MB)
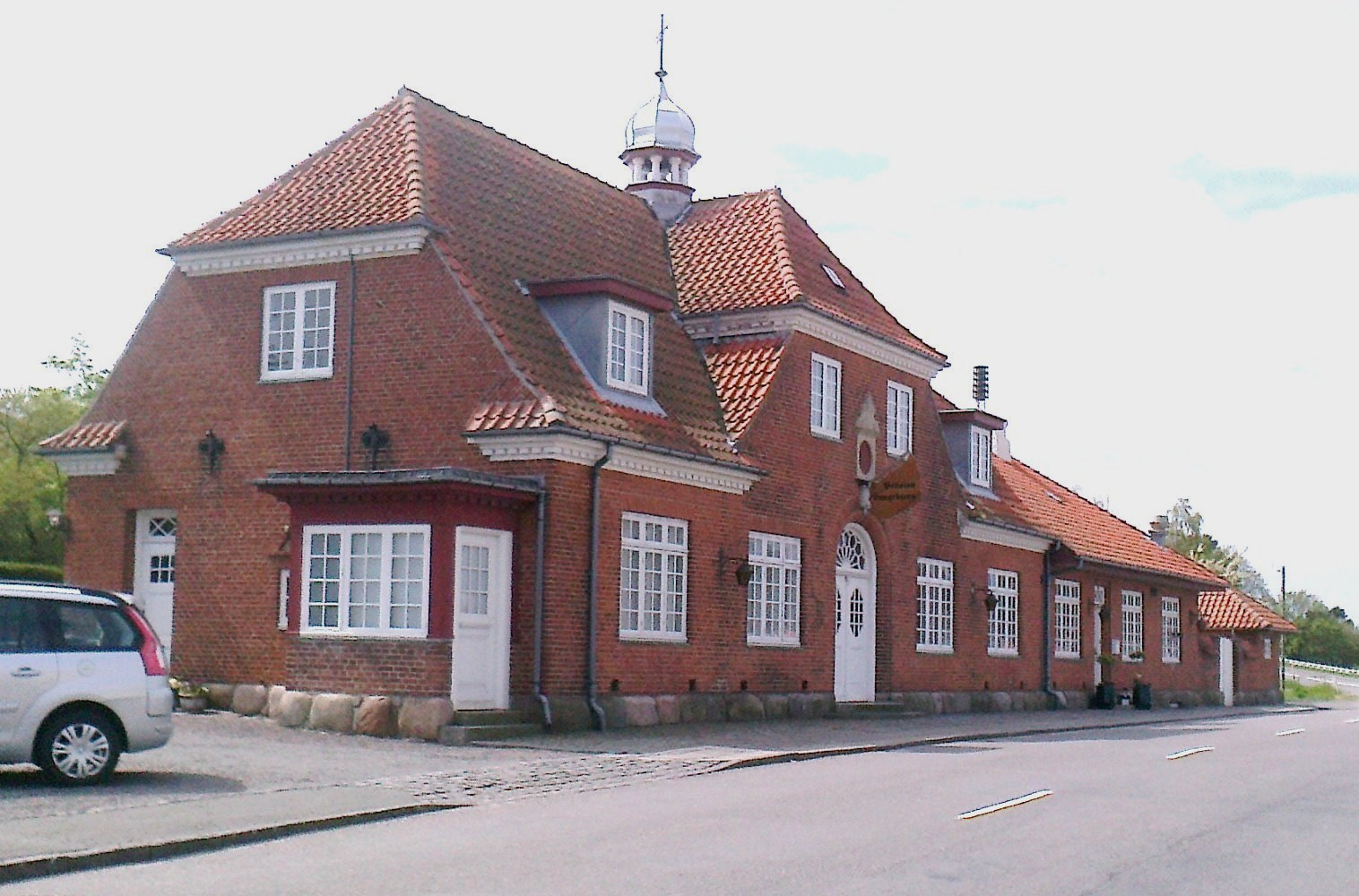
Sandvig: Langebjergvej 7A (OE)
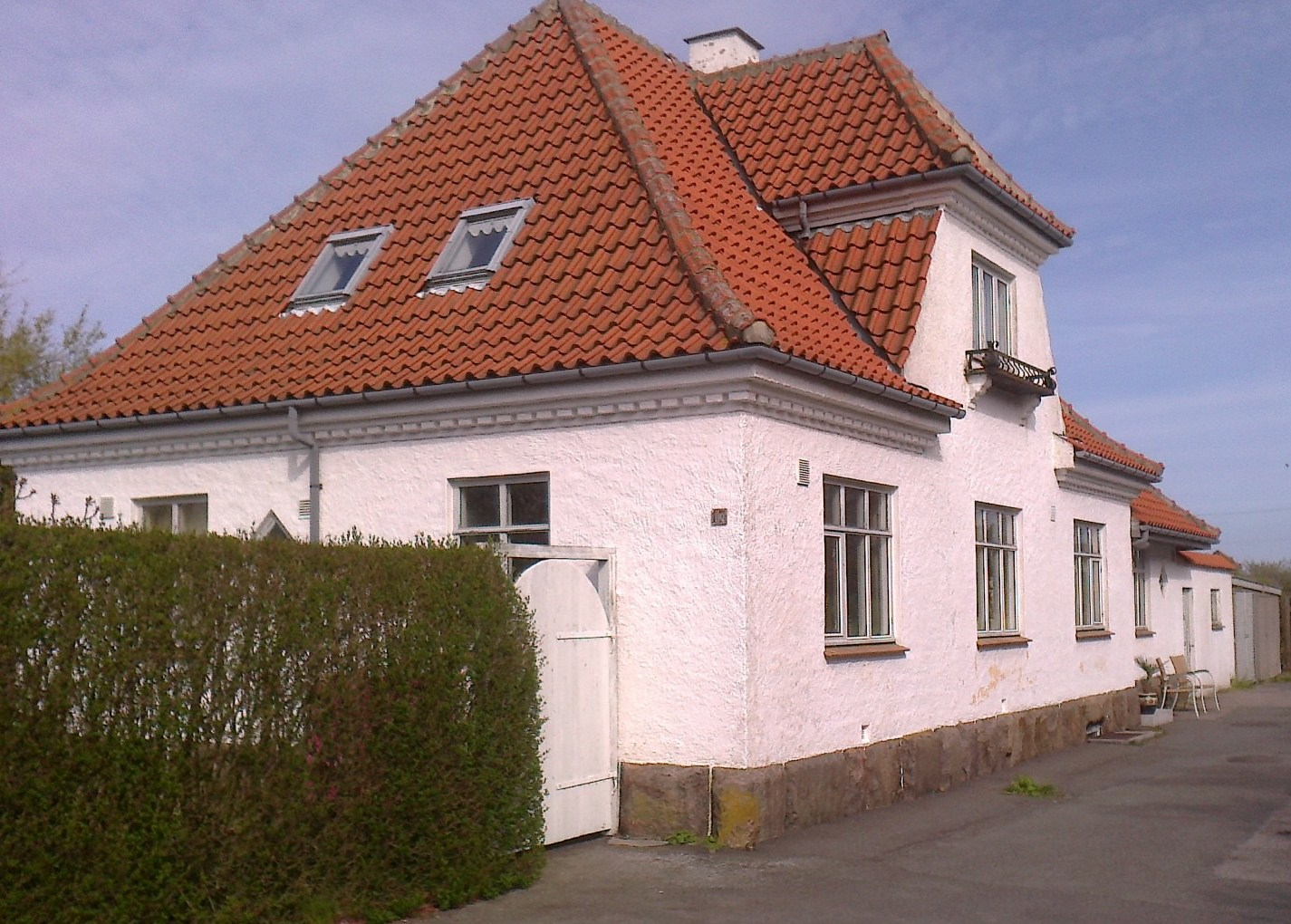
Tejn: Kildesgårdsvej 17